# 下田菊
下田菊（学名：Adenostemma lavenia）为菊科下田菊属的植物。分布于台湾岛、菲律宾、朝鲜、印度、日本、中南半岛、澳大利亚以及中国大陆的四川、广东、福建、贵州、安徽、广西、浙江、江西、云南、江苏、湖南等地，生长于海拔460米至2,000米的地区，多生长于林下以及山坡灌丛中。

## 异名
- Adenostemma lavenia (L.) O. Kuntze var. latifolium (D. Don) Hand.-Mazz.
- Adenostemma lavenia (L.) O. Kuntze var. parviflorum (Bl.) Hochreut.